# St Michael’s Kirk (Inveresk)

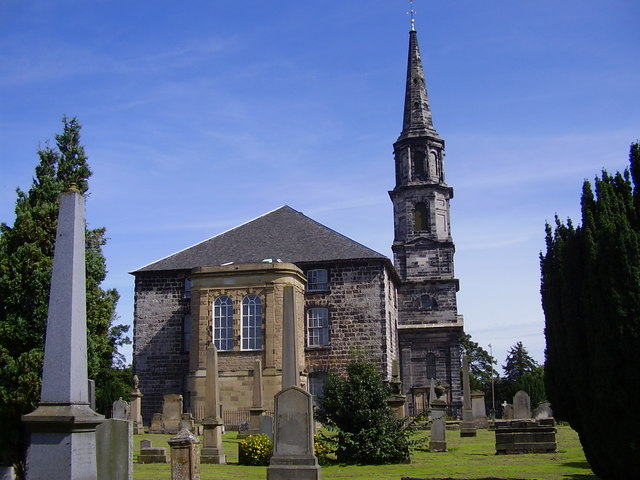
St Michael’s Kirk

Die St Michael’s Kirk, auch St Michael’s Church oder Parish Church of St Michael, ist ein Kirchengebäude der presbyterianischen Church of Scotland in der schottischen Ortschaft Inveresk in der Council Area East Lothian. 1971 wurde das Gebäude in die schottischen Denkmallisten in der höchsten Kategorie A aufgenommen.

## Geschichte
Am Standort der heutigen Kirche sind zwei Vorgängerbauwerke bekannt. Eine Holzkirche aus dem 6. Jahrhundert geht auf die irische Nonne Modwenna zurück. Um 1128 unterstellte der schottische König David I. die Anlage dem Kloster Dunfermline Abbey. Es entstand eine mittelalterliche Steinkirche. Auf zeitgenössischen Abbildung des Gebäudes sind Kanonenstellungen zu erkennen. Diese könnten infolge der Nutzung durch Oliver Cromwells Truppen oder jenen des schottischen Thronprätendenten Bonnie Prince Charlie dort installiert worden sein. Im Laufe des 16. Jahrhunderts besuchten George Wishart und John Knox die Kirche. Nachdem sich die Bausubstanz zu Beginn des 19. Jahrhunderts stark verschlechtert hatte und der Bau zunehmend zu klein für die wachsende Gemeinde wurde, beschloss man einen Neubau am selben Standort.
Die heutige St Michael’s Kirk wurde nach einem Entwurf des Architekten Robert Nisbet zwischen 1803 und 1805 errichtet. Für die Planung des Glockenturms zeichnet William Sibbald verantwortlich. Er entstand im Jahre 1805. Eine umfassende Überarbeitung der Kirche wurde 1893 vorgenommen. In diesem Zuge wurde auch eine Orgel installiert. Die Gesamtkosten beliefen sich auf rund 4000 £. 1988 wurde der Innenraum restauriert.

## Beschreibung
Die St Michael’s Kirk liegt auf einer Anhöhe am Westrand on Inveresk. Auf Grund ihrer erhabenen Position ist sie über mehrere Meilen weit gut zu erkennen und ist eine Landmarke. Das Kirchengebäude besteht aus einem rechteckigen, dreistöckigen Gebäude im Georgianischen Stil mit einem spitzen, an der Südseite vorgelagerten Glockenturm. Dieser ist horizontal in fünf, durch Gurtgesimse getrennte Abschnitte gegliedert, von denen die drei unteren einen quadratischen und die verbleibenden einen oktogonalen Grundriss aufweisen. Er ist mit teils blinden Rundbogenfenstern und im dritten Abschnitt mit ionischen Pilastern und Dreiecksgiebeln gestaltet. Der vierte Abschnitt schließt mit Fries. In den aufsitzenden steinernen Helm sind Lukarnen eingelassen. Ebenerdig befindet sich das hohe Rundbogenportal mit Kämpferfenster. Es ist flankiert von ionischen Pilastern, die einen Dreiecksgiebel tragen. Darüber liegt ein einzelnes Rundbogenfenster.
Ursprünglich befand sich das Eingangsportal an der drei Achsen weiten Nordseite. Es mit toskanischen Säulen gestaltet und wurde im Zuge der Umbaumaßnahmen in den 1890er Jahren teilweise mit Mauerwerk verschlossen und zu einem Fenster umfunktioniert. An den Ost- und Westseiten treten rechteckige Anbauten mit innenliegenden Treppenaufgängen hervor. Sie entstanden ebenfalls in dieser Bauphase und setzen sich von dem grauen Stein des Kirchengebäudes durch die Verwendung von gelbem Sandstein ab. Das Gebäude schließt mit einem schiefergedeckten Walmdach.